# Draškovec
Draškovec är en ort i Kroatien.   Den ligger i länet Međimurje, i den nordöstra delen av landet, 80 km nordost om huvudstaden Zagreb. Draškovec ligger 139 meter över havet och antalet invånare är 676.
Terrängen runt Draškovec är mycket platt. Runt Draškovec är det ganska tätbefolkat, med 108 invånare per kvadratkilometer. Närmaste större samhälle är Čakovec, 19,0 km väster om Draškovec. Omgivningarna runt Draškovec är en mosaik av jordbruksmark och naturlig växtlighet.